# Macoretz
Macoretz est une entreprise générale de bâtiment française fondée en 1986 à Saint-Père-en-Retz, en Loire-Atlantique. La société est une Société coopérative et participative.

## Histoire
L'entreprise est créée en 1986 par quatre associés, un maçon, un charpentier, un menuisier et un ébéniste, tous issus de l'apprentissage, à Saint-Père-en-Retz sous statut de société coopérative et participative (Scop). Pour ses fondateurs, l'objectif de cette création d'entreprise est de pouvoir « vivre et travailler au pays » et le choix de ce statut, « un choix politique, idéologique »,.
En 1999, la société créée sous statut de Scop SARL, avec un gérant, devient Scop SA, avec un conseil d'administration et un président-directeur général.
En 2014, Macoretz investit 7 millions d'euros dans un atelier de préfabrication et d'assemblage des murs en ossature bois de 1000 m²,.
En 2021, Macoretz se diversifie dans la rénovation énergétique globale.

## Prestations et produits
Macoretz est à l'origine un constructeur de maisons individuelles en brique ou en bois en tout corps d'état intégré. Elle réalise également des extensions et surélévations en ossature bois. L'entreprise est aussi agenceur (dressing, cuisine, salle de bain). Enfin, elle s'est diversifiée dans le logement collectif, en briques ou en bois, l'habitat groupé, le logement social, et plus récemment la rénovation énergétique globale,.

## Organisation coopérative
En 2019, 110 salariés sur 210, soit 52 % de l'effectif, sont sociétaires de la Scop. L'assemblée générale des associés élit un conseil d'administration de 11 membres, salariés associés, qui eux-mêmes élisent le PDG.

## Distinctions
En 2015, Thomas Landreau, apprenti chez Macoretz, obtient la médaille d'or dans la catégorie "carrelage" aux Olympiades des métiers de Sao Paulo au Brésil.
En 2017, Macoretz obtient le Grand Prix Moniteur de la construction.

## Directions

### Présidences
- Serge Boureau : jusqu'en 2019[7].
- Xavier Lebot : depuis 2019[4].

### Direction générale
- Xavier Lebot[4]